# Johan Lund Olsen
Johan Lund Olsen, född 13 april 1958 i Köpenhamn, är en grönländsk politiker (IA), f.d lantbruks- och arbetsminister.
Lund Olsen växte upp i Sisimiut på Grönland. Han tog studenten i Viborg, Danmark 1978 och efter ytterligare studier ägnade han sig åt socialt arbete, först i Köpenhamn och senare på Grönland. Mellan 1993 och 1997 var han rektor för socionomutbildningen i Nuuk. Mellan 1991 och 2009 var han medlem av Grönlands landsting.
Han har också varit ersättare i det danska Folketinget på IA:s mandat.

## Utmärkelser
- Riddare av Dannebrogorden,  2004[2]

[Redigera Wikidata]